# Ponte do Guandu
A Ponte do Guandu ou, como hoje é conhecida, Ponte dos Jesuítas, localiza-se na Zona Oeste da cidade do Rio de Janeiro, em Santa Cruz e foi concluída em 1752, com a finalidade de regular o volume das águas das enchentes e para facilitar a ligação de Santa Cruz com outras fazendas. Era uma ponte represa.
Possui quatro arcos chamados “óculos”, onde passavam as águas do Rio Guandu, que os padres, por meio de comportas de madeira, controlavam, retendo-as ou liberando-as conforme a ocasião exigisse. Logo após a drenagem do excesso de água plantava-se o arroz nos campos para aproveitar a fertilidade do solo deixada pelos húmus. Enquanto o arroz crescia, os pastos eram preparados nos pontos mais altos e secos, onde se distribuía o gado. Santa Cruz chegou a alcançar 13 mil cabeças de gado distribuídas em 22 currais, todos cercados.

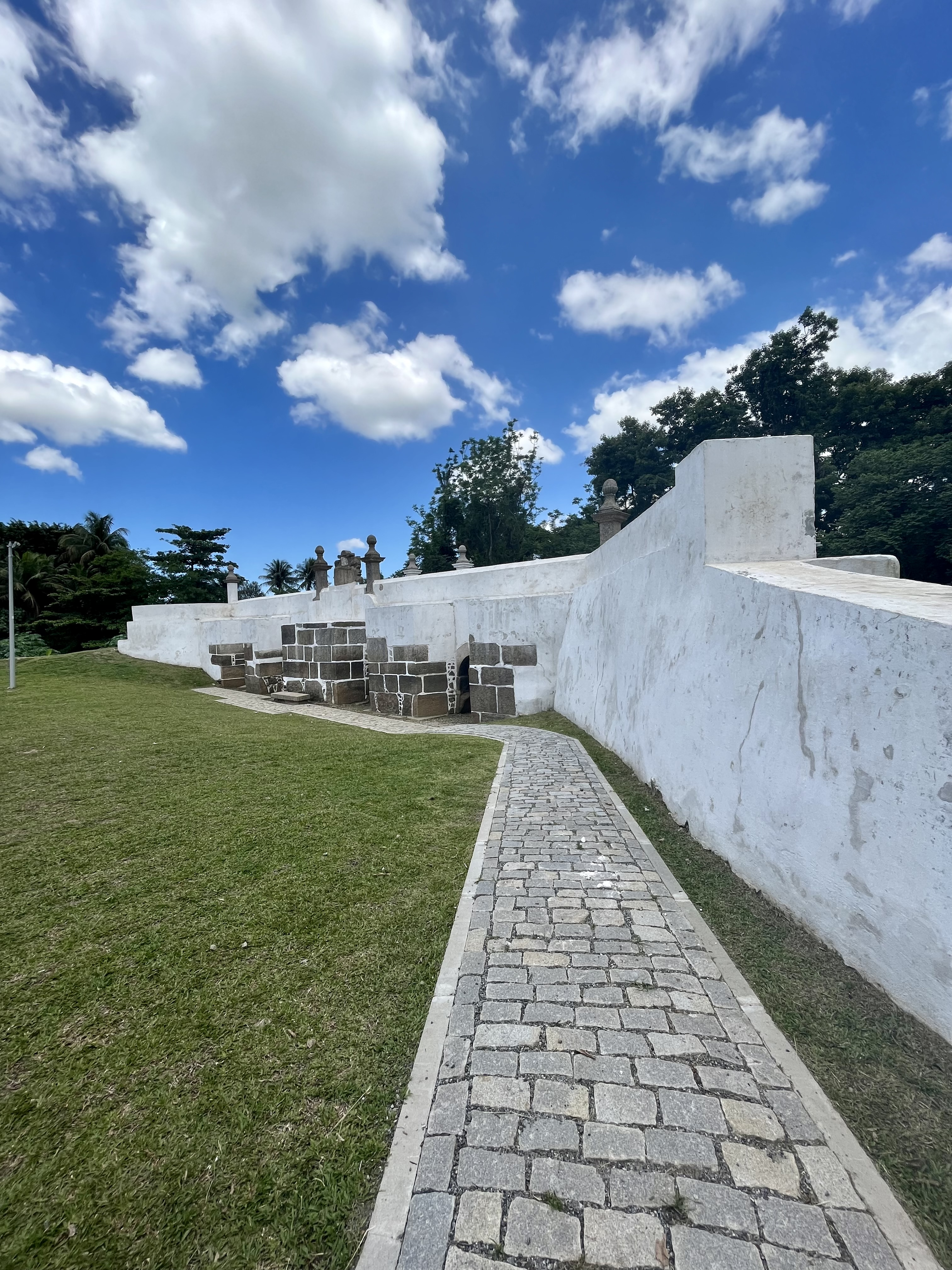
Ponte dos Jesuítas, novembro de 2022

É também ornamentada por colunas de granito com capitéis em forma de pinhas portuguesas, tendo na parte central, belas esculturas barrocas em que aparece uma espécie de brasão com o símbolo da Companhia de Jesus (IHS) e a data de 1752 contornada por uma famosa inscrição  em latim clássico:
I.H.S – “Jesus Salvador dos Homens”. Inscrição latina: “Flecte genu, tanto sub nomine, flecte viator Hic etiam reflua flectitur amnis aqua”. ”Dobra o joelho sob tão grande nome, viajante. Aqui também se dobra o rio em água refluente”.

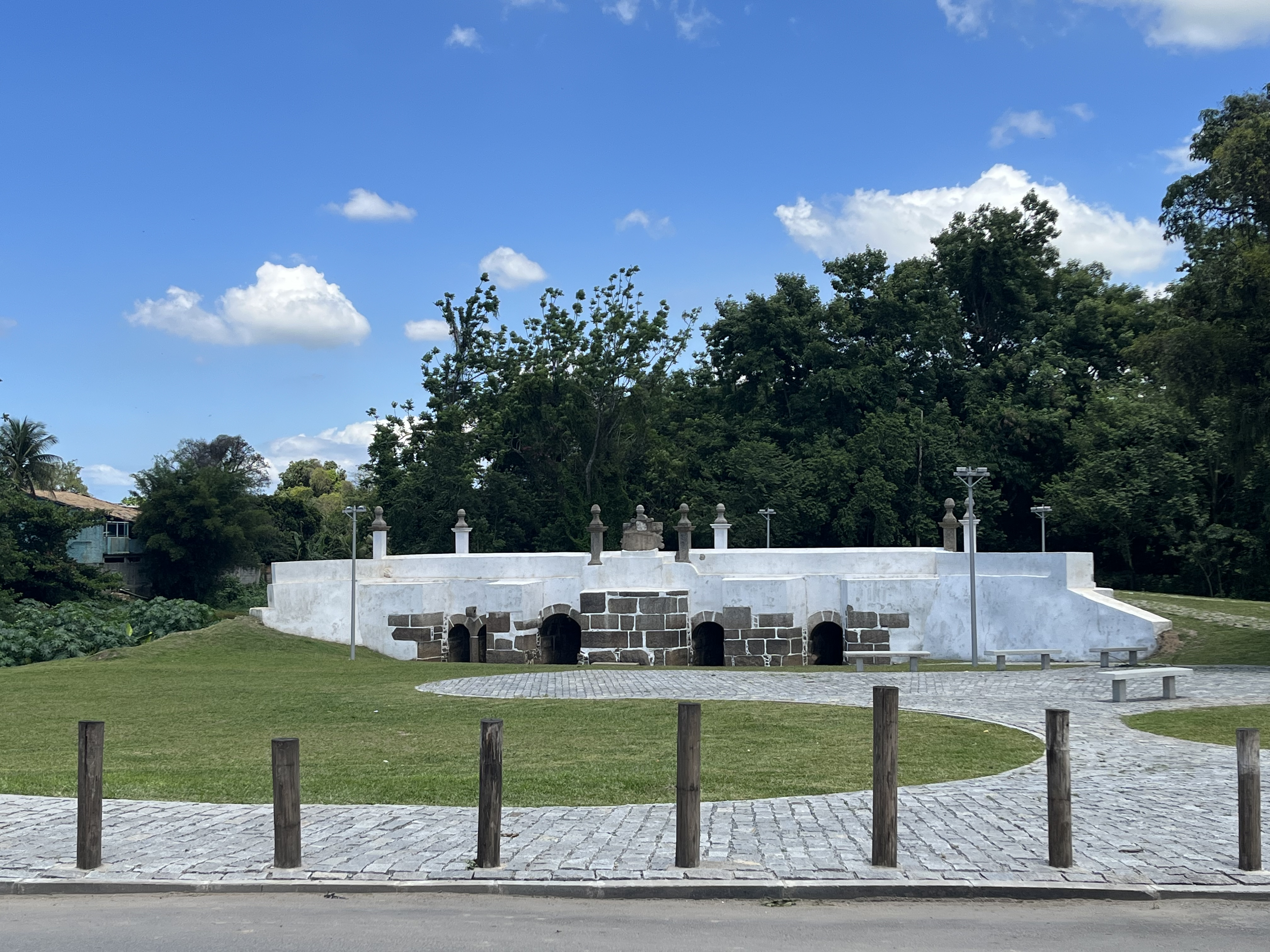
Ponte dos Jesuítas, Santa Cruz, Rio de Janeiro-RJ

A Ponte dos Jesuítas é prova da capacidade e dos conhecimentos dos jesuítas na área de engenharia, pois para a época, é uma obra de grande envergadura. É um patrimônio histórico, arquitetônico e artístico de grande importância, sendo um dos primeiros patrimônios históricos tombados no Brasil já em 1938, com inscrição de tombo número 003.